# Pachyramphus viridis
A Pachyramphus viridis a madarak (Aves) osztályának verébalakúak (Passeriformes) rendjébe és a Tityridae családjába tartozó faj. Egyes szervezetek az egész családot, a kotingafélék (Cotingidae) családjában sorolják Tityrinae alcsaládként.

## Rendszerezése
A fajt Louis Pierre Vieillot francia ornitológus írta le 1816-ban, a Tityra nembe Tityra viridis néven.

## Alfajai
- Pachyramphus viridis griseigularis Salvin & Godman, 1883
- Pachyramphus viridis peruanus Hartert & Goodson, 1917
- Pachyramphus viridis viridis (Vieillot, 1816)
- Pachyramphus viridis xanthogenys Salvadori & Festa, 1898[2] vagy Pachyramphus xanthogenys[1]

## Előfordulása
Dél-Amerikában, Argentína, Bolívia, Brazília, Guyana, Paraguay, Uruguay és Venezuela területén honos. A természetes élőhelye a szubtrópusi vagy trópusi síkvidéki esőerdők és cserjések. Állandó, nem vonuló faj.

## Megjelenése
Testhossza 14,5-16,2 centiméter, testtömege 18-21 gramm.

## Életmódja
Rovarokkal és gyümölcsökkel táplálkozik.

## Külső hivatkozások
- Képek az interneten a fajról
- Xeno-canto.org - a faj hangja és elterjedési területe